# Hugh Everett
Hugh Everett al III-lea (n. 11 noiembrie 1930 – d. 19 iulie 1982) a fost un fizician american care a propus pentru prima oară în 1957 în fizica cuantică conceptul de „MWI” - „Many-worlds interpretation”, adică „interpretarea multiple-lumi” sau „interpretarea Everett” (a universurilor paralele), interpretare pe care el a denumit-o formularea „stare relativă”.